# Вечер (стихосбирка)
„Вечер“ (на руски: Вечер) е стихосбирка на руската поетеса Анна Ахматова, издадена през 1912 година.
Сборникът е литературният дебют на Ахматова и има голям успех сред критиката и литературните среди. Включва 46 стихотворения, писани през предходните две години и обособени в три тематични раздела, първите два с любовна лирика, а третият посветен на известни личности, оказали влияние върху авторката.